# Larinioides patagiatus
Larinioides patagiatus (Clerck, 1802) è un ragno appartenente alla famiglia Araneidae.

## Distribuzione
La specie è stata rinvenuta in diverse località della regione olartica.

## Tassonomia
Non sono stati esaminati esemplari di questa specie dal 2009
Attualmente, a dicembre 2013, è nota una sola sottospecie:
- Larinioides patagiatus islandicola (Strand, 1906) - Islanda